# 張璟
張璟（1439年—？），字廷璧，河南彰德府臨漳縣人，民籍，明朝政治人物。進士出身。

## 生平
早年出身縣學生，河南鄉試第五十二名。成化十一年（1475年）乙未科會試第一百十二名，殿試登進士第三甲第一百三十名。

## 家族
曾祖父張寬甫。祖父張仲德。父亲張聰，曾任醫學訓科。